# Vân Nham (xã)
Vân Nham là một xã thuộc tỉnh Lạng Sơn, Việt Nam.

## Địa lý
Xã Vân Nham nằm ở phía tây huyện Hữu Lũng, có vị trí địa lý:
- Phía đông giáp xã Minh Sơn
- Phía tây giáp xã Đồng Tiến và xã Thanh Sơn
- Phía nam giáp xã Đồng Hưu, huyện Yên Thế, tỉnh Bắc Giang
- Phía bắc giáp xã Minh Tiến và xã Nhật Tiến.

Xã Vân Nham có diện tích 36,53 km², dân số năm 2018 là 8.665 người, mật độ dân số đạt 237 người/km².

## Lịch sử
Địa bàn xã Vân Nham trước đây vốn là hai xã Vân Nham và Đô Lương thuộc huyện Hữu Lũng.
Trước khi sáp nhập, xã Vân Nham có diện tích 8,96 km², dân số là 4.154 người, mật độ dân số đạt 504 người/km². Xã Đô Lương có diện tích 27,57 km², dân số là 4.511 người, mật độ dân số đạt 164 người/km².
Ngày 21 tháng 11 năm 2019, Ủy ban Thường vụ Quốc hội ban hành Nghị quyết số 818/NQ-UBTVQH14 về việc sắp xếp các đơn vị hành chính cấp xã thuộc tỉnh Lạng Sơn (nghị quyết có hiệu lực từ ngày 1 tháng 1 năm 2020). Theo đó, sáp nhập toàn bộ diện tích và dân số của xã Đô Lương vào xã Vân Nham.